# Wee Kim Wee

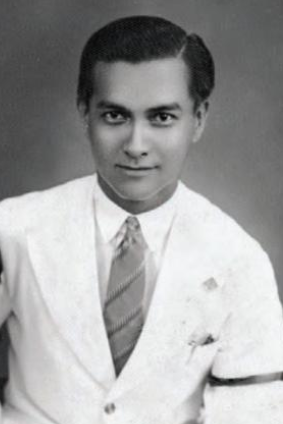
Wee Kim Wee, 1936

Wee Kim Wee (黄金辉, Huáng Jīnhuī; * 4. November 1915; † 2. Mai 2005) war von 1985 bis 1993 der vierte Präsident von Singapur. Er war der Nachfolger von Devan Nair, der nach angeblichen Alkoholismusproblemen zurücktreten musste.

## Karriere
Wee Kim Wee wuchs als Sohn eines Angestellten in bescheidenen Verhältnisses auf, sein Vater starb, als er acht Jahre war. Später arbeitete er zunächst als Angestellter der Zeitung The Straits Times bevor er Reporter wurde und sich vorwiegend der politischen Berichterstattung widmete. Letztlich wurde er zu einem der wichtigsten Reporter des Blattes. 1941 wechselte er zu United Press und wurde dort in den 1950er Jahren Chefkorrespondent. 1959 kehrte er zu The Straits Times zurück und wurde stellvertretender Herausgeber.
Wee war Chefredakteur, als er 1973 ausschied, um für sieben Jahre High Commissioner in Malaysia zu werden. Er wurde im September 1980 zum Botschafter in Japan ernannt, danach im Februar 1981 zum Botschafter in Südkorea. 1984, am Ende seiner diplomatischen Karriere, wurde er zum Vorsitzenden der Singapore Broadcasting Corporation berufen, ein Jahr später wurde er Präsident des Landes. Wee Kim Wee war ein populärer und in der Bevölkerung beliebter Präsident.
Wee war ebenfalls als Sportler und Sportfunktionär aktiv. 1934 gründete er die Useful Badminton Party, 1937 wurde er nationaler Juniorenchampion. Er war Präsident der Singapore Badminton Association und Vize-Präsident der Badminton Association of Malaya.
Wee Kim Wee starb im Mai 2005 an Prostatakrebs.